# Royal Institution of Great Britain
La Royal Institution of Great Britain, abreviada habitualment com Royal Institution o només Ri, és una societat científica anglesa, amb seu a Londres, que té per objectiu el foment i la divulgació científiques. La seva seu està situada al núm. 21 del carrer Albemarle.
La Royal Institution fou fundada en una reunió el 7 de març 1799 a la casa del president de la Royal Society, el botànic Joseph Banks (1743-1820) a la plaça del Soho, amb cinquanta-vuit socis que havien acordat contribuir amb la important suma de cinquanta guinees cadascun, i amb l'objectiu de difondre el coneixement, i facilitar la introducció generalitzada de les invencions mecàniques útils i dels avenços; i per ensenyar l'aplicació de la ciència a la vida diària mitjançant cursos de conferències i experiments.
Entre els fundadors destaquen el membre del Parlament i antiesclavista William Wilberforce (1759-1833), William Cavendish (cinquè duc de Devonshire) (1848-1811), George John Spencer (segon comte de Spencer), (1758-1834) i George Keith Elphinstone (primer vescomte de Keith), (1746-1823). Entre els fundadors només hi havia una persona que es podia classificar com a científic, Henry Cavendish, (1731-1810), que deixaria gran part dels seus aparells a la Royal Institution, on hi romanen encara.